# 인테리어 (영화)
인테리어(Interiors)는 미국에서 제작된 우디 알렌 감독의 1978년 영화이다. 크리스틴 그리피스 등이 주연으로 출연하였고 찰스 H. 조프 등이 제작에 참여하였다.
알렌 감독 최초의 장편 드라마 영화이며 평론가들로부터 좋은 평가를 받았다.

## 줄거리
기업 변호사 아서와 인테리어 디자이너 이브는 성인 세 딸의 부모이다. 장녀 레나타는 시인인데, 고군분투하는 작가인 남편 프레더릭은 아내의 성공에 가려진다고 느낀다. 막내딸 플린은 대부분의 시간을 영화 촬영으로 보내는 배우인데, 그녀의 영화의 낮은 수준은 뒤에서 조롱거리가 된다. 중녀 조이는 마이크와 연인 관계이며 직업을 정하지 못하고 레나타를 편애하는 어머니를 원망하는 반면, 레나타는 조이의 방향성 부족에 대한 아버지의 걱정을 원망한다.
어느 날 아서가 갑자기 아내와 헤어져 혼자 살고 싶다고 발표한다. 임상 우울증을 앓고 있는 이브는 새로 얻은 맨해튼 아파트에서 자살을 시도한다. 이 두 사건의 충격은 자매들 사이에 균열을 일으킨다. 아서는 그리스 여행에서 쾌활하고 "더 정상적인" 여성인 펄과 함께 돌아오는데, 그는 펄과 결혼할 작정이다. 딸들은 아서가 이브의 자살 시도를 무시하고 조이가 "속물"이라고 부르는 다른 여자를 찾는 것에 불쾌해한다.
아서와 펄은 가족의 롱아일랜드 해변가 집에서 결혼식을 올리고, 레나타, 조이, 플린이 참석한다. 저녁 늦게 펄이 실수로 이브의 꽃병 중 하나를 깨뜨리자 조이가 펄에게 폭언을 퍼붓는다. 한밤중에 플린은 차고에서 코카인을 흡입하고 프레더릭은 술에 취해 그녀를 강간하려 하지만 그녀는 간신히 도망친다. 한편 조이는 집에서 이브를 발견하고, 어머니를 위해 얼마나 많은 것을 포기했고 얼마나 경멸적으로 대우받았는지 슬프게 설명한다. 이브는 해변으로 걸어 나가 파도 속으로 들어간다. 조이는 이브를 구하려 하지만 실패하고, 그 과정에서 거의 익사한다. 마이크가 조이를 구하여 해변으로 끌어내고, 펄은 조이의 머리를 뒤로 젖히고 기도를 확보하며 코를 막아 인공호흡을 통해 조이의 폐에 구조 호흡을 불어넣어 익사한 피해자를 소생시킨다.
가족들은 이브의 장례식에 참석하여 각자 이브가 가장 좋아하는 꽃이자 그녀에게 희망의 상징이었던 하얀 장미 한 송이를 이브의 나무 관 위에 놓는다. 그 후 세 자매는 이전 가족 해변가 집에서 바다를 바라보며 바다의 평온함에 대해 이야기한다.

## 출연

### 주연
- 크리스틴 그리피스
- 메리 베스 허트

### 조연
- 리처드 조던
- 다이안 키튼
- E.G. 마샬
- 제라르딘 페이지
- 모린 스태플튼
- 샘 워터스톤

## 제작진
- 미술: 멜 번
- 의상: 조엘 슈마허
- 배역: 줄리엣 테일러